# Metallo nativo

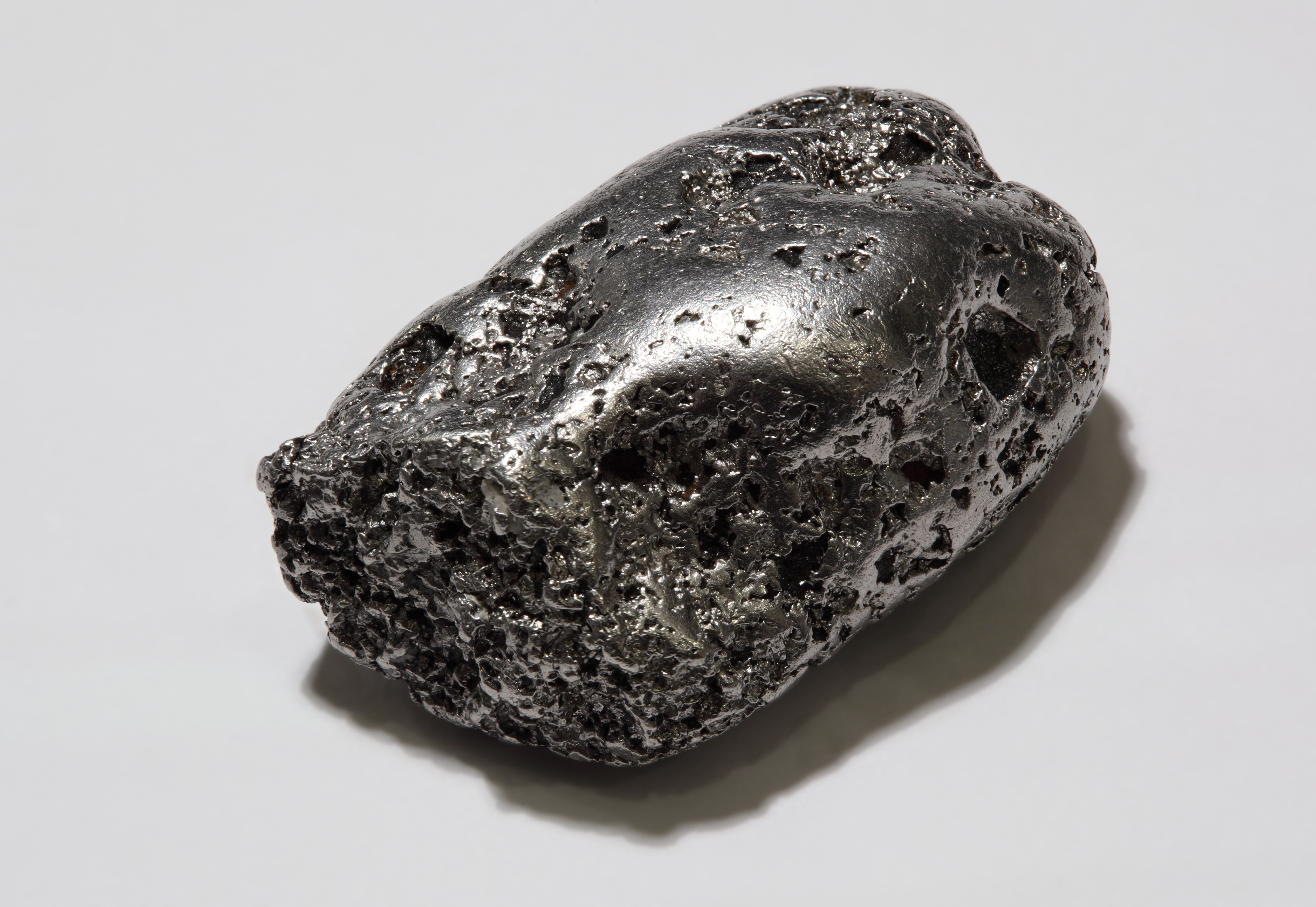
Miniera di Kondyor, territorio di Chabarovsk: pepita di platino nativo

Un metallo nativo è ogni metallo che viene trovato in natura nella sua forma metallica, sia puro che sotto forma di lega. Tra i metalli che possono essere trovati come giacimenti nativi singolarmente e/o come lega vi sono: alluminio, antimonio, arsenico, bismuto, cadmio, cromo, cobalto, indio, ferro, molibdeno, nichel, selenio, tantalio, tellurio, stagno, titanio, tungsteno e zinco. Esistono anche due gruppi di metalli: il gruppo dell'oro e il gruppo del platino. Il gruppo dell'oro è formato da oro, rame, piombo, alluminio, mercurio ed argento. Il gruppo del platino è formato da platino, iridio, osmio, palladio, rodio e rutenio. Oltre questo sono stati rinvenute anche due leghe naturali, l'ottone ed il bronzo oltre che amalgami di argento ed oro.
Soltanto oro, argento, rame e platino si trovano in natura in quantità significative. Sulla scala dei tempi geologici sono pochi i metalli in grado di resistere alle alterazioni indotte dagli agenti naturali come l'ossidazione e questo è il motivo per cui solo i metalli meno reattivi come l'oro ed il platino sono stati trovati come metalli nativi. Gli altri metalli nativi generalmente si trovano in aree isolate dove i processi chimici riducono i minerali contenenti metalli lasciando il metallo puro sotto forma di piccole squame o inclusioni.
Gli elementi non metallici che si trovano allo stato nativo sono il carbonio e lo zolfo. Il silicio, che è un semimetallo, è stato trovato solo in rare occasioni come piccole inclusioni nell'oro.

I metalli nativi sono stati la sola fonte di accesso ai metalli per gli uomini preistorici dal momento che l'estrazione dei metalli dai loro minerali, la fusione, si ritiene sia stata scoperta intorno al 6000 a.C. Ad ogni modo i metalli nativi si trovano solo in piccole quantità, così non possono avere un utilizzo estensivo. Dal momento che il rame e il ferro erano ben conosciuti prima dell'età del rame e dell'età del ferro, non hanno avuto un grosso impatto sull'umanità fino allo sviluppo della tecnologia per estrarli dai loro minerali e quindi iniziare una produzione di massa.

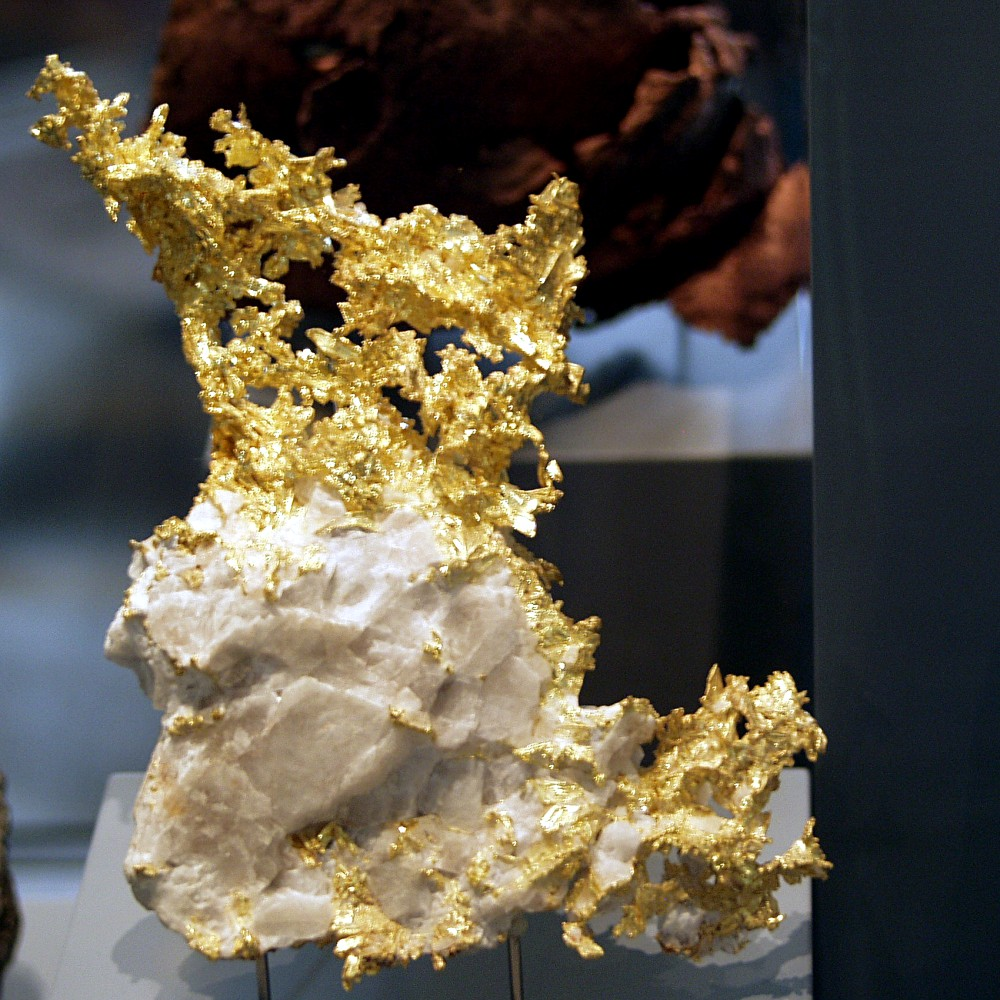
Oro nativo parzialmente incluso nel quarzo

## Occorrenze

### Oro
L'oro è il più conosciuto dei metalli nativi. L'estrazione dell'oro è sempre rappresentata con pepite o pagliuzze e comunque la maggior parte dell'oro è estratta sotto forma di metallo nativo e può essere trovato sotto forma di pepite, venature o filamenti di oro nella matrice rocciosa o come granuli d'oro mischiati coi sedimenti o inglobati nella roccia. L'immagine iconica dell'estrazione dell'oro per molti è quella dei cercatori d'oro che raccolgono l'oro alluvionale con appositi strumenti che permettono di separare le pagliuzze d'oro puro dai sedimenti fluviali grazie alla sua elevata densità.

### Argento

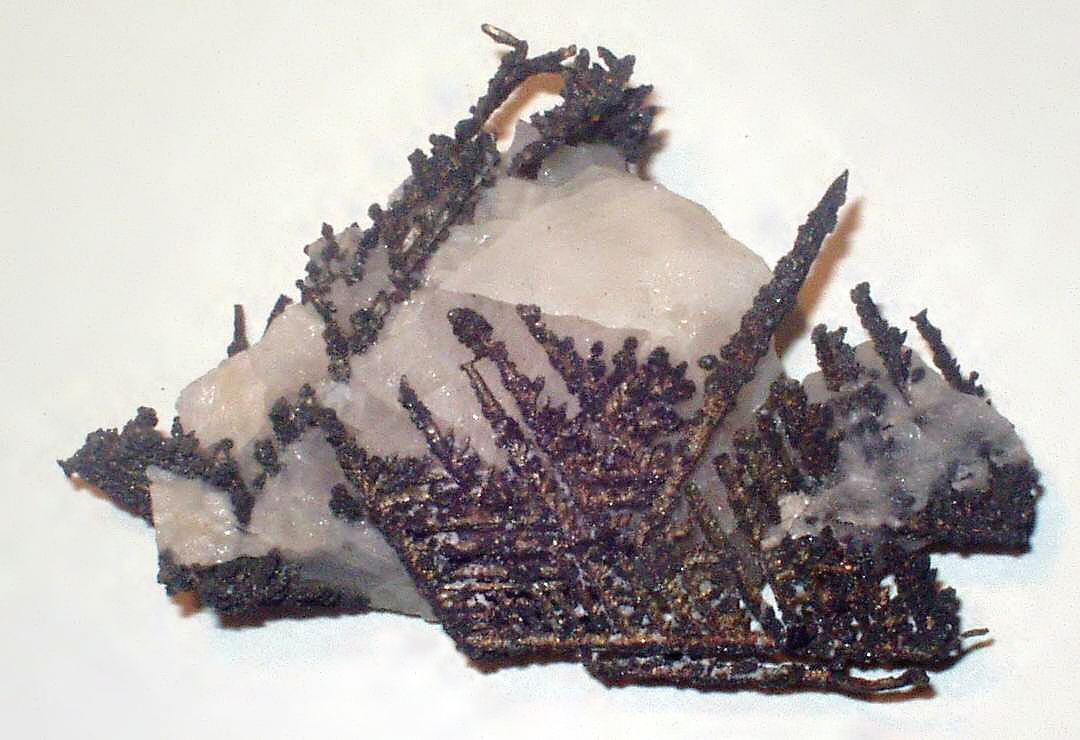
Argento con una matrice di quarzo (5 x 3 cm)

L'argento nativo si trova sotto forma di rari cristalli cubici, ottaedrici o dodecaedrici. Più comunemente sotto forma di fili d'argento dendritici o patine o in forma massiva. Può trovarsi in lega con l'oro conosciuta come elettro. Più comunemente è sotto forma di solfuri d'argento o solfosali. Molti amalgami d'argento e mercurio o altri metalli e mercurio come minerali sono rari in natura. Un esempio è rappresentato dall'eugenite (Ag11Hg2) ed altre forme correlate.

### Gruppo del platino
Leghe naturali dei metalli del gruppo del platino includono: l'osmio nativo (Os,Ir,Ru), rutheniridosmine (Ir,Os,Ru), rutenio nativo (Ru,Ir), palladio nativo  (Pd,Pt), platino nativo Pt e rodio nativo (Rh,Pt). Oltre a questi, in queste leghe si trovano anche oro, rame e ferro.

### Rame

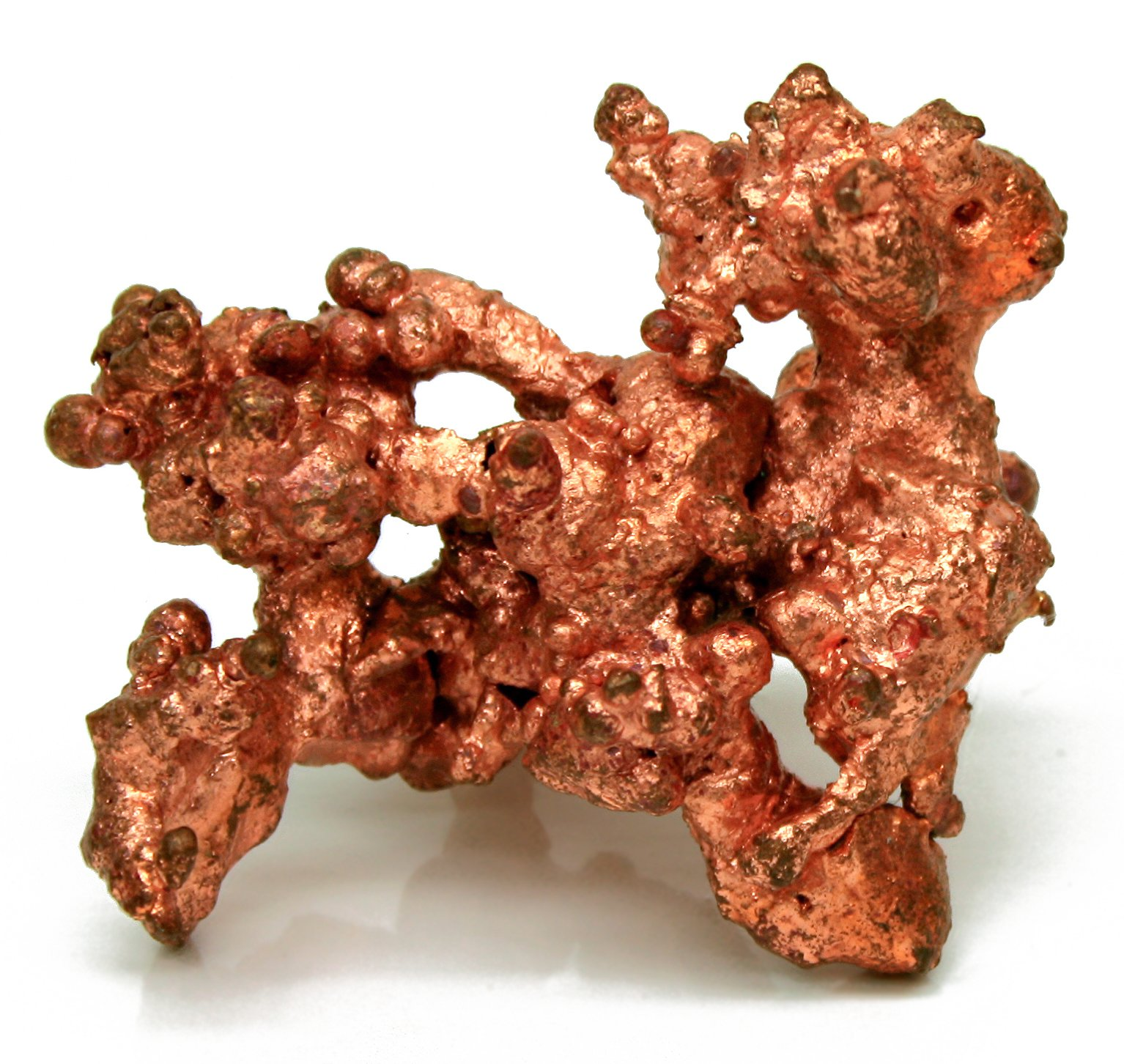
Rame nativo

Il rame nativo è stato storicamente estratto come prima fonte di questo metallo.
Il termine old copper complex (complesso del rame antico) è usato per descrivere la civiltà nordamericana che utilizzava i giacimenti di rame nativo per costruire armi, utensili e oggetti decorativi. Questa società si trovava attorno al Lago Superiore dove avevano scoperto giacimenti di rame nativo e lo estrassero tra il 6000 ed il 3000 a.C. Il rame sarebbe stato particolarmente utile agli uomini antichi perché molto più robusto dell'oro, duro a sufficienza per costruire ami da pesca, utensili per la lavorazione del legno ma sufficientemente malleabile da essere lavorato facilmente a differenza del ferro meteorico.
Gli stessi giacimenti di rame nativo della Penisola di Keweenaw e di Isle Royale sarebbero stati utilizzati in tempi più recenti per l'estrazione commerciale. Tra il 1845 ed il 1887 la contea di Copper in Michigan fu il principale produttore di rame degli Stati Uniti d'America. Nelle miniere sono stati trovate masse di rame nativo pesanti centinaia di tonnellate.

### Ferro, nichel e cobalto

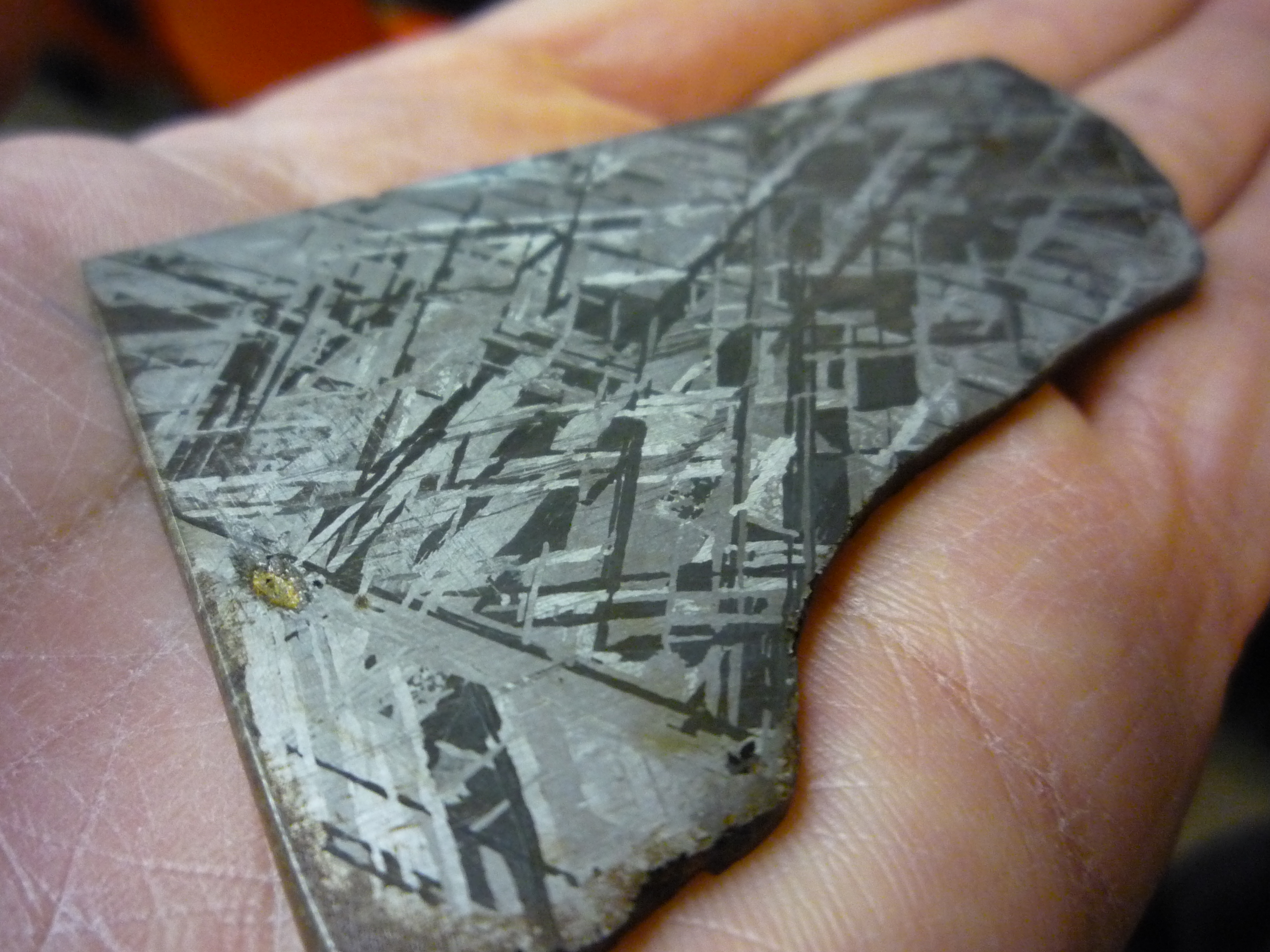
Meteorite di nichel ferro

La maggior parte del ferro nativo che si trova sulla Terra in effetti non è "nativo" nel senso tradizionale del termine della Terra. Proviene principalmente dai meteoriti ferro-nichel che si formarono milioni di anni fa ma sono stati preservati dagli attacchi chimici dal vuoto dello spazio e caddero sulla Terra in tempi relativamente recenti. I meteoriti metallici sono composti principalmente da leghe di ferro-nichel: taenite (ad alto contenuto di nichel) e kamacite (a basso contenuto di nichel). Ad ogni modo, sono poche le aree della Terra dove può essere trovato veramente il ferro nativo.
Il nichel nativo è stato descritto nella serpentinite formatasi in seguito all'alterazione idrotermale delle rocce ultramafiche nella Nuova Caledonia ed in altre località.
Il cobalto metallico è stato segnalato nella miniera canadese di Lorrain, regione di Cobalt-Gowgand, distretto di Timiskaming, Ontario, Canada e nel giacimento d'oro di Aidyrlya nell'Oblast' di Orenburg nel sud degli Urali, Russia.

### Altri
Tutti gli altri metalli nativi si trovano solo in piccole quantità o sono stati trovati in regioni geologicamente speciali. Per esempio il cadmio nativo è stato trovato solo in due località. Una località dove si può trovare il cadmio metallico è il bacino del fiume Viljuj in Siberia. Il molibdeno nativo è stato trovato nella regolite lunare e sul vulcano Korjakskij nella penisola di Kamčatka in Russia. Altrove nella stessa regione sono stati trovati indio, alluminio, tantalio, selenio, tellurio nativi ed altri metalli. Il piombo nativo è abbastanza raro ma più diffuso come anche lo stagno, l'arsenico, l'antimonio, il bismuto e pochi altri.
Il cromo nativo è stato trovato in granuli nel Sichuan, Cina.